# 大雄與天空的理想鄉
《多啦A夢：大雄與天空的理想鄉》（另譯“大雄與天空烏托邦”、“大雄與天空之理想鄉”、“大雄與天空桃花源”），是於2023年3月3日上映的日本反烏托邦動畫電影，為《哆啦A夢》電影第42作（水田版系列的第17作）。

## 劇情介紹
大雄在天空發現了一座神祕的新月型島嶼，並堅持表示「那就是我一直在尋找的烏托邦！」。於是哆啦A夢一行人便搭乘神奇法寶「時光飛船」，出發去尋找這座島嶼！在探索了各個時代和地點後，終於發現了這座島嶼的真面目，一座可以讓任何人變得完美的夢幻樂園「帕樂達邦」！在那裡，哆啦A夢和大雄與完美的貓型機械人索尼亞成為好朋友，然而，他們卻發現這座夢幻樂園的背後隱藏著不可告人的天大祕密，究竟大雄他們是否能解開這座樂園的謎團呢？

## 概要
- 本作是繼2012年《大雄與奇跡之島》後相隔11年再次採用「大雄與」（のび太と）的定名形式。
- 本作是是繼2022年《大雄之宇宙小戰爭 2021》後第二部提供杜比全景聲混音版本放映的《多啦A夢》電影作品[3]，日本共有11間電影院提供此版本放映，並且與2D普通版制式同日上映。
- 本作的香港《啦A夢》公映版本，主角五人沿用2022年《大雄之宇宙小戰爭 2021》的配音陣容[4]，第三次沒有採用任何電視版現任配音員的《多啦A夢》公映電影。

## 配音員
※本作在香港存在兩個粵語配音版本。
- 公映版本：2023年8月3日先在香港戲院上映、後來收錄於Blu-ray及DVD並在多個本地串流平台上線，由洲立影片發行。
- TVB版本：2024年12月25日在翡翠台首播

### 宣傳片旁白
- 台灣：于正昌（預告片）
- 香港：鄧永健（預告片）、少爺占（廣告）

### 角色
- 粗體為本作主要角色

| 角色               | 角色               | 配音員                   | 配音員             | 配音員      | 配音員               | 配音員      |
| 角色               | 角色               | 日本                     | 臺灣               | 香港        | 香港                 | 中国大陆    |
| 角色               | 角色               | 日本                     | 臺灣               | 公映版本    | TVB版本              | 中国大陆    |
| 原著角色           | 原著角色           | 原著角色                 | 原著角色           | 原著角色    | 原著角色             | 原著角色    |
| ------------------ | ------------------ | ------------------------ | ------------------ | ----------- | -------------------- | ----------- |
| 哆啦A夢            | 哆啦A夢            | 水田山葵                 | 陳美貞             | 楊婉潼      | 黃昕瑜               | 山新        |
| 大雄               | 大雄               | 大原惠                   | 楊凱凱             | 曾慶珏      | 陸惠玲               | 黎筱濛      |
| 靜香               | 靜香               | 嘉數由美                 | 許淑嬪             | 何凱怡      | 成瑤孆               | 佟心竹      |
| 胖虎               | 胖虎               | 木村昴                   | 于正昌             | 簡懷甄      | 黃啟昌               | 邢子皓      |
| 小夫               | 小夫               | 關智一                   | 劉傑               | 黃鳳英      | 黃鳳英               | 皇貞季      |
| 野比玉子           | 野比玉子           | 三石琴乃                 | 許淑嬪             | 陳安瑩      | 袁淑珍               | 楊希        |
| 野比大助           | 野比大助           | 松本保典                 | 劉傑               | 馮瀚輝      | 葉振聲               | 李銚        |
| 老師               | 老師               | 高木渉                   | 劉傑               |             | 招世亮               | 李銚        |
| 出木杉英才         | 出木杉英才         | 萩野志保子               | 許淑嬪             | 姜嘉蕾      | 黃麗芳               | 蘭酒        |
| 時光巡邏隊         | 時光巡邏隊         |                          | 張立昂 王希華 孫誠 | 鄧永健      | 陳永信 李凱傑 李鎮然 |             |
| 電影角色           |                    |                          |                    |             |                      |             |
| 索尼亞             | 索尼亞             | 永瀨廉 （King & Prince） | 張立昂             | [ 6 ] [ 8 ] | 李致林               | 路揚        |
| 瑪琳芭             | 瑪琳芭             | 井上麻里奈               | 林慕青             | 鄭家蕙      | 魏惠娥               | 喬菲菲      |
| 漢娜               | 漢娜               | 水瀨祈                   | 李昀晴             | 石梓晴      | 凌晞                 | 楊凝        |
| 未來百貨公司送貨員 | 未來百貨公司送貨員 | 山里亮太                 | 孫誠               |             | 關令翹               | 傅晨陽      |
| 帕樂達國學園老師   | 帕樂達國學園老師   | 藤本美貴                 | 李昀晴             | 馮詠恩      | 林元春               | 李哎        |
| 三賢士             | 莎                 | 園崎未恵                 | 李昀晴             |             | 曾秀清               | 良二        |
| 三賢士             | 保利               | 石井康嗣                 | 王希華             |             | 潘文柏               | 李銚        |
| 三賢士             | 卡蒂               | 村瀨步                   | 林慕青             |             | 詹健兒               | 鞏大方      |
| 雷博士             | 雷博士             | 中尾隆聖                 | 孫誠               |             | 葉振聲               | 林強        |
| 牧場工作人員       | 牧場工作人員       | 松丸幸太郎 深田愛衣      | 王希華 林慕青      | 鄧永健      | 雷霆 詹健兒          | 姜波 劉知否 |

- 中國大陸配音版本之其他配音人員：來曉峰、粟大偉、李兆剛、趙小雙、戈昕宇、李琦、孫一鳴

## 作品設定

### 宣傳標語
- 天空大冒險，出發。
- 拯救世界的，是「獨一無二」的我們。

### 故事舞台
- 烏托邦（Utopia）
- 時空洞
- 時光隧道（タイムトンネル）
- 帕樂達邦
  - 屏障
  - 屏障環
  - 大教堂（中国大陆又译作[註 5]）
  - 操控人嘅光線（中国大陆又译作[註 5]）
    - 帕樂達國光線（，）
    - 新帕樂達國光線（，）

### 其他
- 神奇法寶
- 《烏托邦》（Utopia）
- 太陽雨
- 數學體育
- 世界帕樂達國計劃

## 登場角色
- 時光巡邏隊[註 4]
- 索尼亞（Sonya）

自稱「完美貓型機械人」。
- 瑪麗芭

賞金獵人。
- 漢娜（Hanna）

帕樂達國學園班長。
- 未來百貨公司送貨員
- 帕樂達國學園老師
- 克莉奧妮拉

外形像裸海蝶的機械人。
- 三賢士
  - 莎
  - 保利
  - 卡蒂
- 雷博士（Doctor Ray）

## 登場法寶

### 原創法寶
- 「時光齊柏林」飛船（中国大陆又译作[註 6]，台湾又译作[註 7]）

一部能夠發射時空扭曲彈（中国大陆又译作）的齊柏林飛船，透過它前往天空中一個大家都幸福的居住著的理想國「烏托邦」。
- 四次元垃圾袋

可將不要的道具丟進其中，並可藉由放大燈放大，但仍有容量上限；若吸入的內容物會發生了能量反應，該垃圾袋依然會爆炸。
- 時光報紙

內建強大的報紙頭條搜尋功能，並依照關鍵字來拼湊出歷史事件與線索。
- 即用飛機套裝

外觀為小型玩具飛機，第一次啟用可讓使用者瞬間套上飛行裝。
飛行裝的左手套有按鈕，後背包的小飛機就會變成真正的飛機。
飛機有電量限制，若缺電就會開始墜毀；一旦飛機墜毀後駕駛員可自動跳傘逃生，並且可重複使用此道具。
- 記憶掃描器
- 變身光線
- 飛行圍巾
- 變身斗篷
- 四次元隨身袋
- 通訊眼罩
- 二十二世紀的特製糖果（中国大陆又译作[註 5]）

### 法寶
- 任意門
- 美食枱布
- 醫生手提包
- 超級手套
- 縮小燈
- 護身斗篷
- 時光電話
- 穿牆圈
- 隱形斗篷（中国大陆全彩版漫画错误翻译作“变身斗篷”）
- 吸音機

一種可將小範圍特定頻率的聲波吸收、中和，並貯存到留聲罐中；若留聲罐被打開就會把先前吸收的聲波全部釋放出來。
- 放大電筒
- 竹蜻蜓
- 時光機

## 沿革

### 日本
- 2022年7月6日，公開《大雄與天空的理想鄉》消息和釋出首支前導預告片，並預定在2023年3月日本上映[11]。
- 2022年9月15日，官方宣布預定在2023年3月3日於日本上映。
- 2022年11月4日，永瀨廉於《MUSIC STATION》公開擔任客座配音員的消息，其後於官方在日本時間9時釋出第二支前導預告片[12]。
- 2022年12月18日，NiziU在演唱會上公開獻唱主題曲的消息並搶先首播宣傳片段[13]，其後於官方在日本時間9時釋出第三支前導預告片及正式預告片。

### 台灣
- 2023年6月9日，車庫娛樂宣布《大雄與天空的理想鄉》於7月21日在台灣上映日語原音版與國語配音版[14]。
- 2023年6月13日，釋出台灣中文版前導海報[15]。
- 2023年6月15日，釋出首支台灣中文翻譯預告片[16]。
- 2023年6月19日，釋出台灣中文版第二版海報[17]。

### 香港
- 2023年6月26日，洲立影片釋出《大雄與天空的理想鄉》香港中文版前導海報，並宣佈暑假上映粵語配音版[18]。
- 2023年6月29日，MCL院線網頁最先釋出香港中文版劇情簡介，並提及正式上映日期為8月3日[19]。
- 2023年7月3日，MCL院線戲院放映場次中廣告及網頁釋出粵語配音版預告片[4]。

## 製作人員

### 日本
- 原著：藤子·F·不二雄《哆啦A夢》
- 導演：堂山卓見
- 編劇：古澤良太
- 人物設計、总作画导演：小林麻衣子
- 音樂：服部隆之
- 發行：東寶

### 台灣
- 發行：車庫娛樂
- 翻譯：左鈴鐺[20]

### 香港、澳門
- 發行：洲立影片發行

### 中國大陸
- 發行：中影集團
- 配音導演：皇貞季
- 翻譯：Transn傳神
- 錄音師：章力文
- 製片主任：王宜風
- 製片：趙娜

## 音樂

### 主題曲
| 歌曲         | 作詞                             | 作曲                                 | 编曲                      | 演唱  |
| ------------ | -------------------------------- | ------------------------------------ | ------------------------- | ----- |
| 〈Paradise〉 | AKIRA、3RACHA（方燦、彰彬、HAN） | 3RACHA（方燦、彰彬、HAN）、VERSACHOI | VERSACHOI、3RACHA（方燦） | NiziU |

### 電影配樂
原聲帶「電影多啦A夢 大雄與天空的理想鄉 原聲帶」於2023年3月1日發售。共收錄38首曲目。
| 曲目表 | 曲目表                   |
| 曲序   | 曲目                     |
| ------ | ------------------------ |
| 1.     | 闇の中で                 |
| 2.     | 伝説の理想郷             |
| 3.     | 僕はのび太               |
| 4.     | いつもの僕ら             |
| 5.     | 理想郷は空にあり         |
| 6.     | 空の旅はいかが？         |
| 7.     | タイムツェッペリン登場！ |
| 8.     | 発進！大空の大冒険へ     |
| 9.     | 自由な空を翔けて         |
| 10.    | 現れるもう一つの月       |
| 11.    | 光り輝く空中都市         |
| 12.    | 理想の暮らし             |
| 13.    | 素晴らしき三賢人         |
| 14.    | パーフェクト学園生活     |
| 15.    | バリアの外に日は落ちて   |
| 16.    | 影、夜空に舞う           |
| 17.    | パーフェクトにはまだ早い |
| 18.    | 置いてけぼりの地の底で   |
| 19.    | 花咲く笑顔               |
| 20.    | 月下の戦い               |
| 21.    | はるかな時空を越えて     |
| 22.    | 悪者は誰？               |
| 23.    | パラダピアの真実         |
| 24.    | 偽りの理想               |
| 25.    | ゆらめく陰謀             |
| 26.    | 海底から脱出せよ！       |
| 27.    | 追う者、追われる者       |
| 28.    | 心                       |
| 29.    | 恐ろしき野望             |
| 30.    | 僕の大事な…              |
| 31.    | 理想郷なんて要らない！   |
| 32.    | 博士の孤独               |
| 33.    | 落ちゆくパラダピア       |
| 34.    | 再会                     |
| 35.    | 僕らの街を救え！         |
| 36.    | ソーニャ                 |
| 37.    | 帰ってきた僕ら           |
| 38.    | やっぱり、僕はのび太！   |

本作片頭曲無人聲演唱，為純音樂演奏。

## 票房

### 日本
本片獲得五週日本週末票房冠軍，成為2023年春節假期最佳票房電影。
| 上一届： 《THE FIRST SLAM DUNK》 | 2023年日本週末票房冠軍 第09-10週 | 下一届： 《我的幸福婚約》 |

| 上一届： 《我的幸福婚約》 | 2023年日本週末票房冠軍 第12-14週 | 下一届： 《名偵探柯南：黑鐵的魚影》 |

## 軼事

### 兩岸三地
- 中文片名翻譯：（Utopia）中文傳統翻譯為「烏托邦」。本電影在兩岸三地的中文片名均採用《大雄與天空的理想鄉》，當中直接將日文漢字「理想郷」當成中文字「理想鄉」使用。至於電影中，台灣翻譯僅提及「烏托邦」，而香港及中國大陸翻譯則交替使用「烏托邦」和「理想鄉」。中國大陸推出的全彩版漫畫更是全數翻譯作「理想鄉」。

### 台灣
- 劇情簡介與正片翻譯不一致：台灣片商車庫娛樂釋出的劇情簡介中，當中提到神奇法寶「「時間齊柏林」飛船」，跟正片所用的「「時光齊柏林」飛船」並不一致。
- 疑似誤寫配音員名字：台灣片商車庫在2019年起發行《多啦A夢》電影，均會在海報上增添台灣國語配音版本的主要配音員名字，列出的是配音員的真實姓名[註 8]。不過，在《大雄與天空的理想鄉》為瑪琳芭配音的「林慕青」，在電影海報則載為「林慕清」，跟過往在其他平台上曝光的名字不同，故此一般認為是片商出錯。

### 香港
- 劇情簡介部分用詞曾錯誤使用非香港翻譯：2020年代後常發生台灣譯名混入香港中文翻譯的事件。2023年6月29日，在香港片商洲立影片最初釋出的《大雄與天空的理想鄉》劇情簡介，當中用詞有沿用香港《多啦A夢》的定譯「法寶」，惟香港中文及粵語常用語「機械人」卻寫成了台灣及中國大陸通用的「機器人」[19]，有違香港片商發行系列作品時維持的專業表現。
  - 直到7月3日，在戲院網頁率先曝光的預告片確定有採用香港用語「機械人」[4]。而隨著片商7月5日正式發佈高清預告片，部分平台亦陸續修訂劇情簡介，將原本的「機器人」改回香港用語「機械人」，不過仍有少數電影相關平台繼續錯誤引用或保留未修訂的劇情簡介[21]。
- 首次有電影客座角色的配音員接受訪問：《多啦A夢》在香港上映多年來甚少有配音員相關訪問[註 9]。2023年8月，台灣網站多啦A夢中文網訪問了《大雄與天空的理想鄉》香港公映粵語配音版聲演「索尼亞」的專業配音員譚禹晋，是香港《多啦A夢》史上首次有電影客座角色的專業配音員接受訪問。[22]

### 中國大陸
- 電影專有名詞每年翻譯不一樣：《多啦A夢》於中國大陸基本上只有引進一年一度的電影，不過作品的神奇法寶等專有名詞翻譯依然有變化，在每部電影的稱呼並非所有都一致，未能做到一脈相承。

## 備註
1. ↑  中文大眾媒體譯名
2. ↑  台灣索尼音樂曾短暫使用、日本環球影城遊樂設施的譯名
3. ↑  中國大陸部分媒體曾短暫使用的譯名
4. 1 2  台灣以及香港沿用定譯「時光巡邏隊」
5. 1 2 3 4  中國大陸全彩版漫畫譯名
6. ↑  中國大陸瑞幸咖啡聯名商品廣告譯名
7. ↑  台灣版劇情簡介譯名
8. ↑  例如：藝名「劉傑」的小夫配音員在海報上使用真實姓名「劉鵬傑」
9. ↑  大山版時期，部分電影的主要角色配音陣容介紹或訪問有在香港版電影官網或雜誌刊物收錄。水田版時期，只有林保全最後一次配多啦A夢電影（《STAND BY ME 多啦A夢》）及黃昕瑜首次配多啦A夢電影（《大雄之宇宙英雄記》）有在報道中述及配音感想。另外參與過配音的藝人江若琳也曾接受訪問。

## 外部連結
- 官方网站（日語）
- 互联网电影数据库（IMDb）上《電影多啦A夢：大雄與天空的理想鄉》的资料（英文）